# Schlößchen (Amtsberg)
Schlößchen ist ein Ortsteil der sächsischen Gemeinde Amtsberg im Erzgebirgskreis.

## Geographie

### Geographische Lage
Schlößchen liegt etwa 2 Kilometer südwestlich von Zschopau im Mittleren Erzgebirge. Der Ort selbst gliedert sich in zwei voneinander getrennte Ansiedlungen. Die kleinere, nördliche Ansiedlung (Vorderschlößchen) liegt im Tal des Hörkelbaches, welcher in die Zschopau mündet. Die südliche Ansiedlung (Hinterschlößchen) zieht sich vom Tal der Wilisch in nördliche Richtung den Hang hinauf.

### Nachbarorte
| Dittersdorf | Gornau                                      | Zschopau    |
| Weißbach    | Kompassrose, die auf Nachbargemeinden zeigt |             |
|             | Grießbach                                   | Wilischthal |

## Geschichte

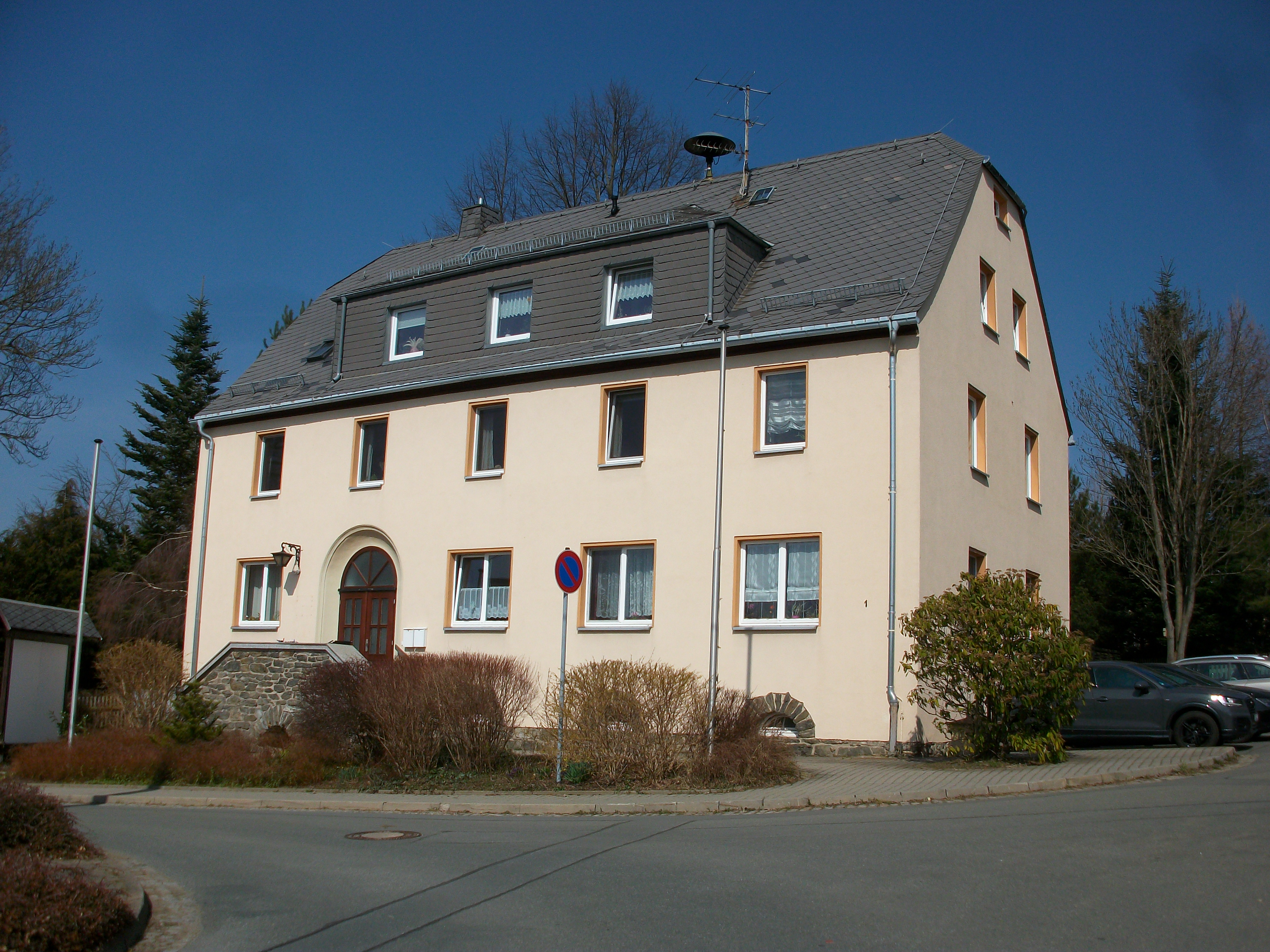
Ehemaliges Rathaus Schlößchen in Hinterschlößchen

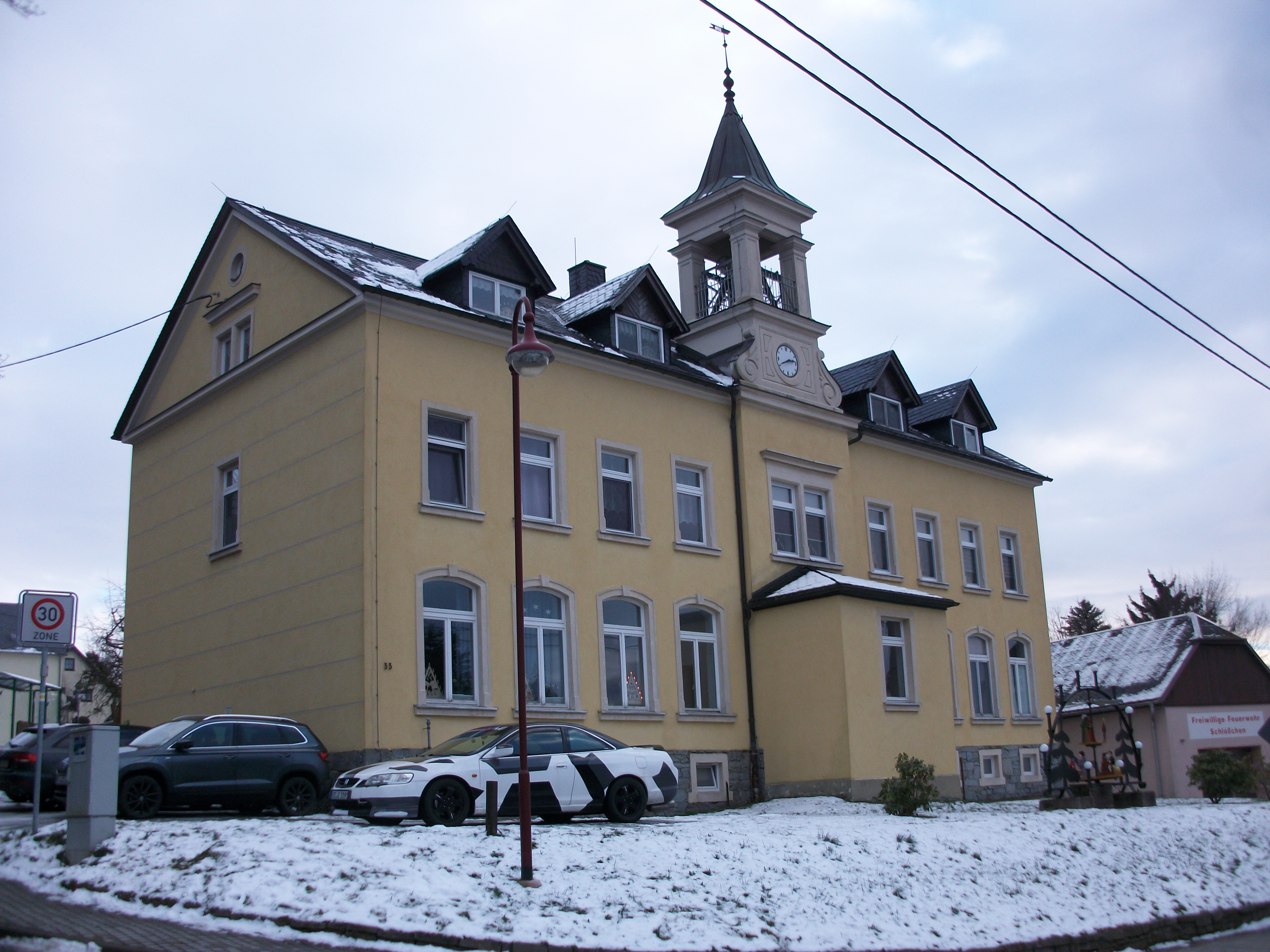
Porschendorfer Schule in Hinterschlößchen

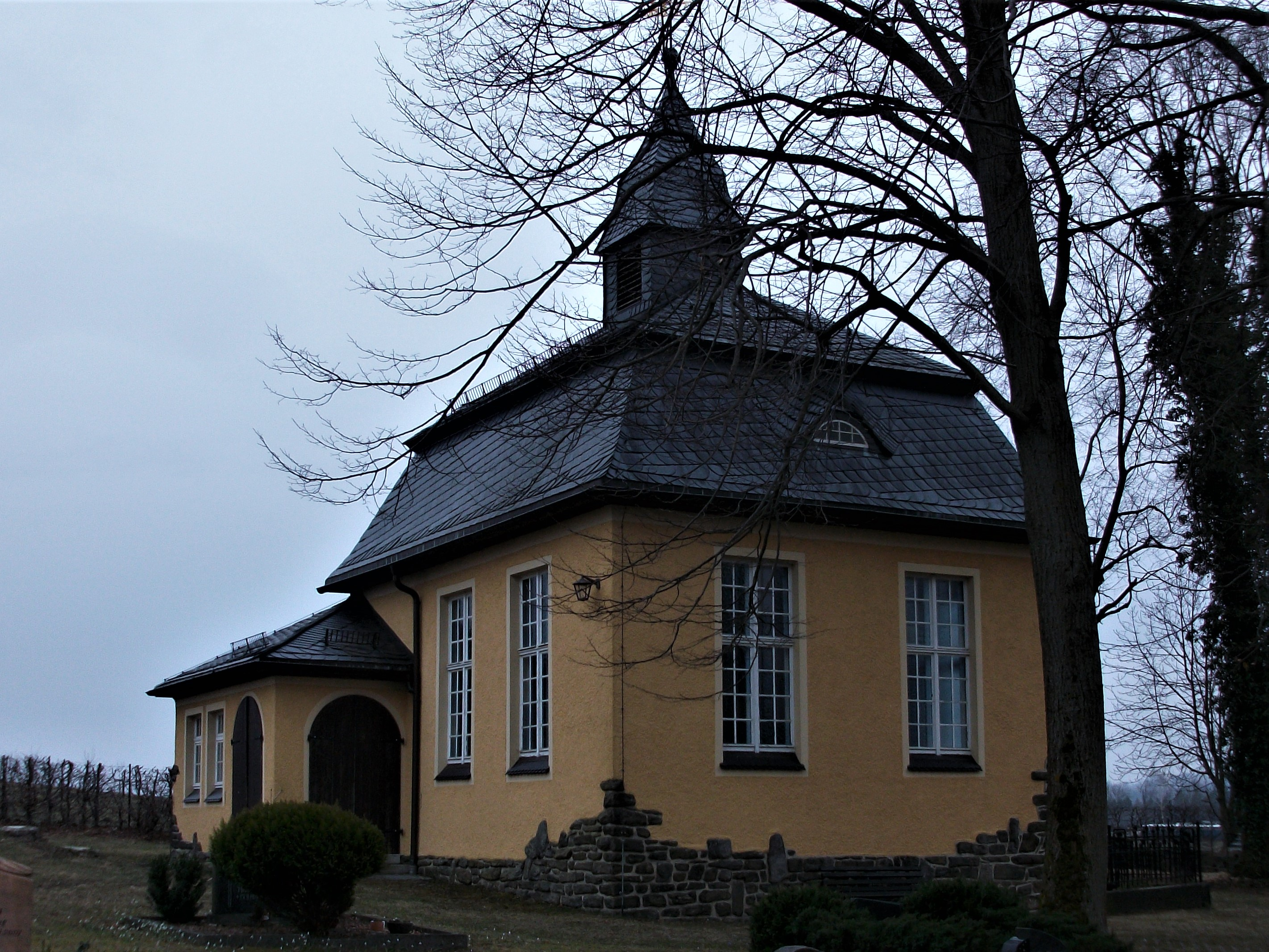
Friedhofskapelle Schlößchen in Hinterschlößchen

Der heutige Ortsname Schlößchen lässt erkennen, dass es sich bei der nördlichen Ansiedlung (Vorderschlößchen) nicht um eine Bauern-, sondern um eine Gutssiedlung in unmittelbarer Nähe zu einem schlossartigen Gebäude handelt. Ursprünglich hieß der Ort Porschendorf (im Jahr 1500 als Burssendorf erwähnt), erst 1939 wurde der amtliche Name Schlößchen/Erzgeb. festgelegt. Die Grundherrschaft über Porschendorf lag beim örtlichen Rittergut. Dieses wiederum unterstand dem kursächsischen Amt Schellenberg, welches im Jahr 1590 in „Amt Augustusburg“ umbenannt wurde. Von 1791 bis 1856 war der Ort Amtsdorf des kursächsischen bzw. königlich-sächsischen Amts Augustusburg.
Nach 1792 bestand der Ort aus drei räumlich voneinander getrennten Ortslagen:
- „Vorderschlössel“ mit dem Rittergut und Fischteichen,
- „Hinterschlössel“ mit Friedhof, Rathaus, Schule und Hausschuhfabrik. Diese Ortslage entstand erst nach 1792.[3] und
- Wilischtal mit Schlösselmühle und Papierfabrik. August Schumann nennt 1821 im Staatslexikon 15 in einer Reihe über dem Tal der Wilisch liegende Häuser.[4] Die sich von der Wilisch heraufziehende verbindende Ansiedlung entstand erst Ende des 20. Jahrhunderts.

Nach dem Ende der sächsischen Ämterverfassung 1856 lag Schlößchen Porschendorf im Zuständigkeitsbereich des Gerichtsamts Zschopau und ab 1875 der Amtshauptmannschaft Flöha. Im Jahr 1896 wurde die Schule errichtet. Der Unterricht wurde 1972 endgültig eingestellt.
In den Jahren 1925 bis 1937 erfolgte der Aufbau einer zentralen Wasserversorgung. Die Umbenennung von Schlößchen Porschendorf in Schlößchen (Erzgeb.) erfolgte im Jahr 1939.
Durch die zweite Kreisreform in der DDR kam die Gemeinde Schlößchen im Jahr 1952 zum Kreis Zschopau im Bezirk Chemnitz (1953 in Bezirk Karl-Marx-Stadt umbenannt), der ab 1990 als sächsischer Landkreis Zschopau fortgeführt wurde und 1994 im Mittleren Erzgebirgskreis bzw. 2008 im Erzgebirgskreis aufging. 1992 wurde das Zweigwerk der Papierfabrik Penig reprivatisiert.
Zum 1. Januar 1994 wurde aus den bis dahin eigenständigen Gemeinden Schlößchen, Weißbach und Dittersdorf die Gemeinde Amtsberg neu gebildet. 1995 wurde die Spezialpapierfabrik Wilischthal GmbH und die Hausschuhfabrik stillgelegt.
Rittergut

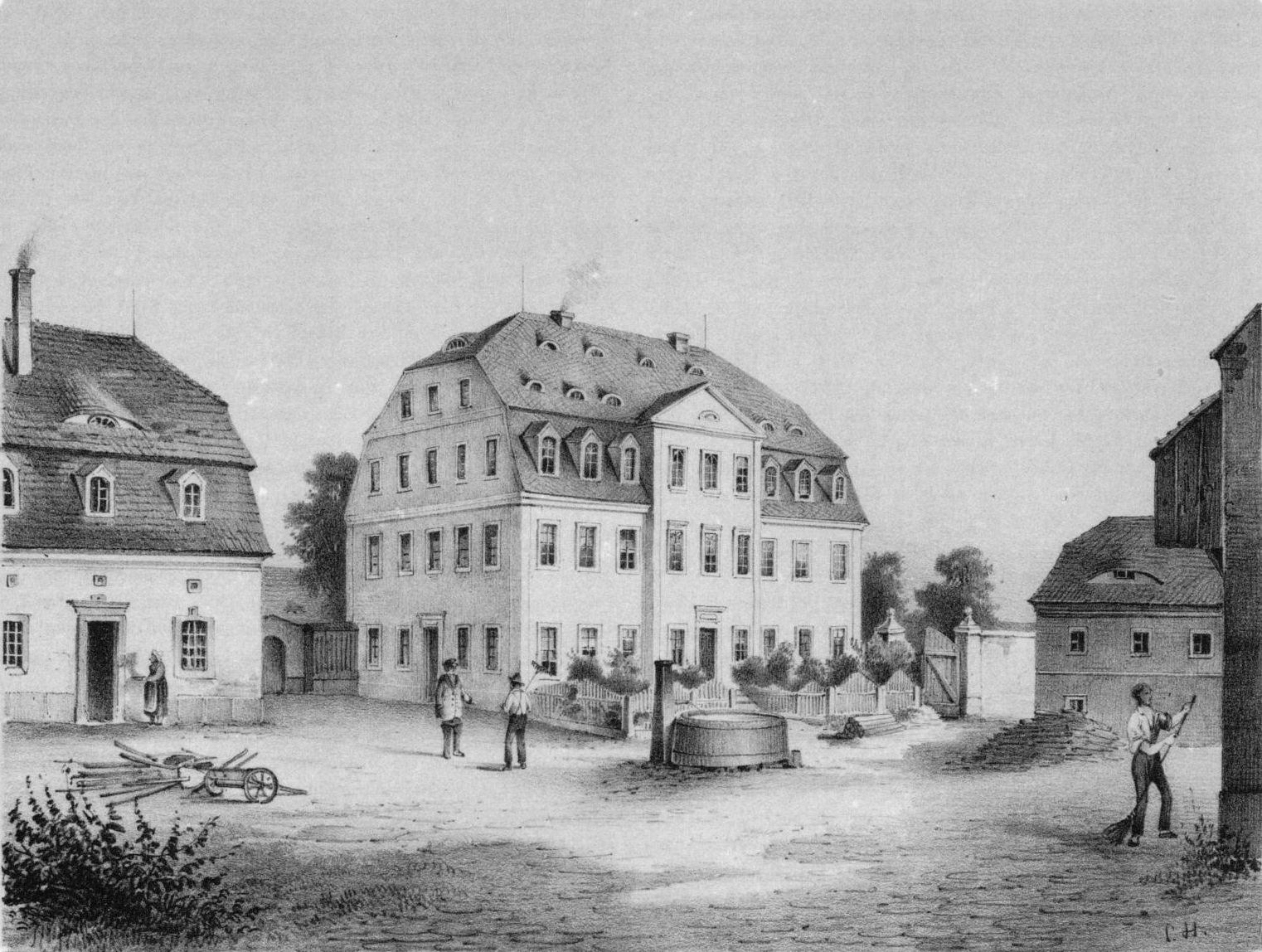
Rittergut in (Schlößchen) Porschendorf um 1860, in Bildmitte das Herrenhaus

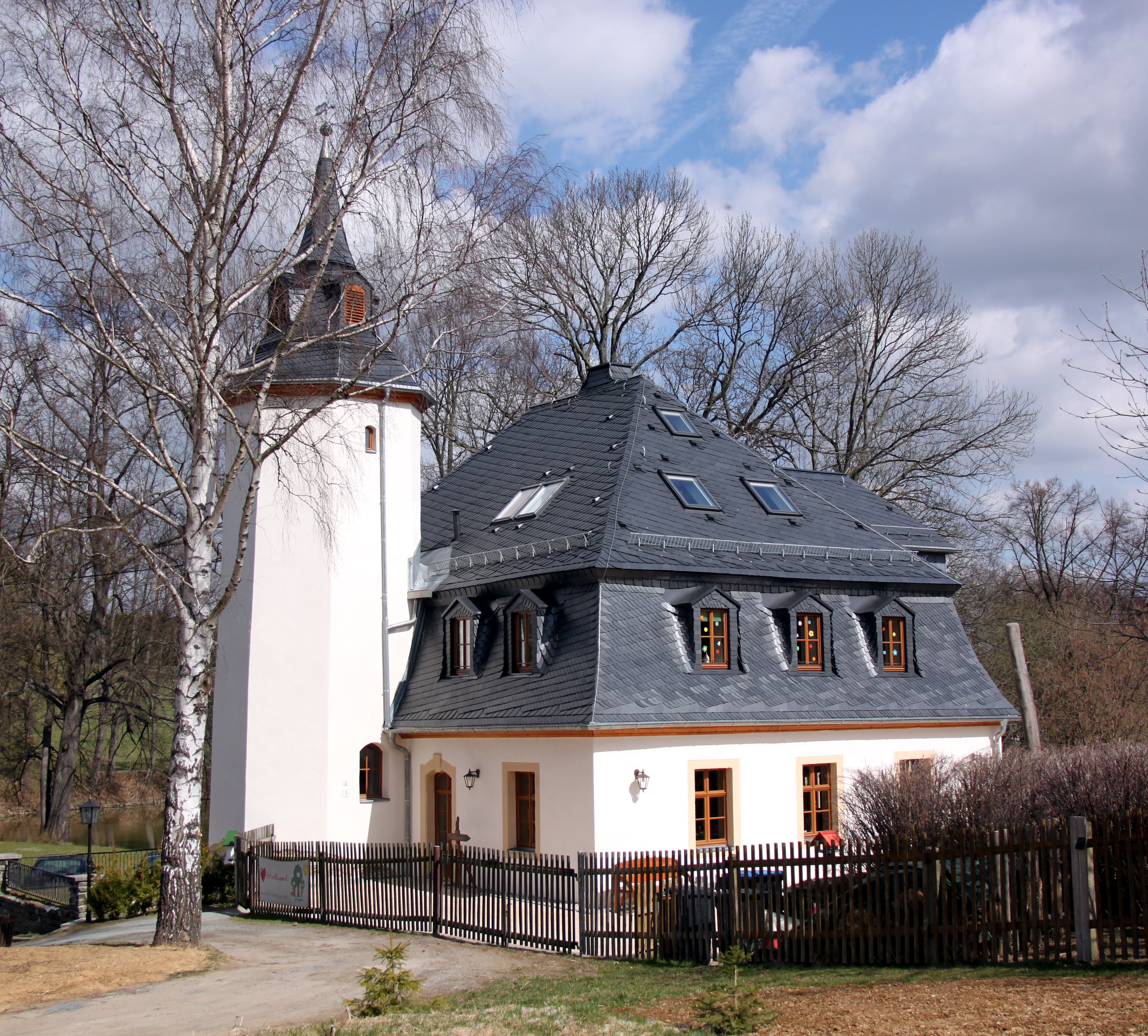
Turmhaus des früheren Ritterguts Schlößchen Porschendorf (Vorderschlößchen)

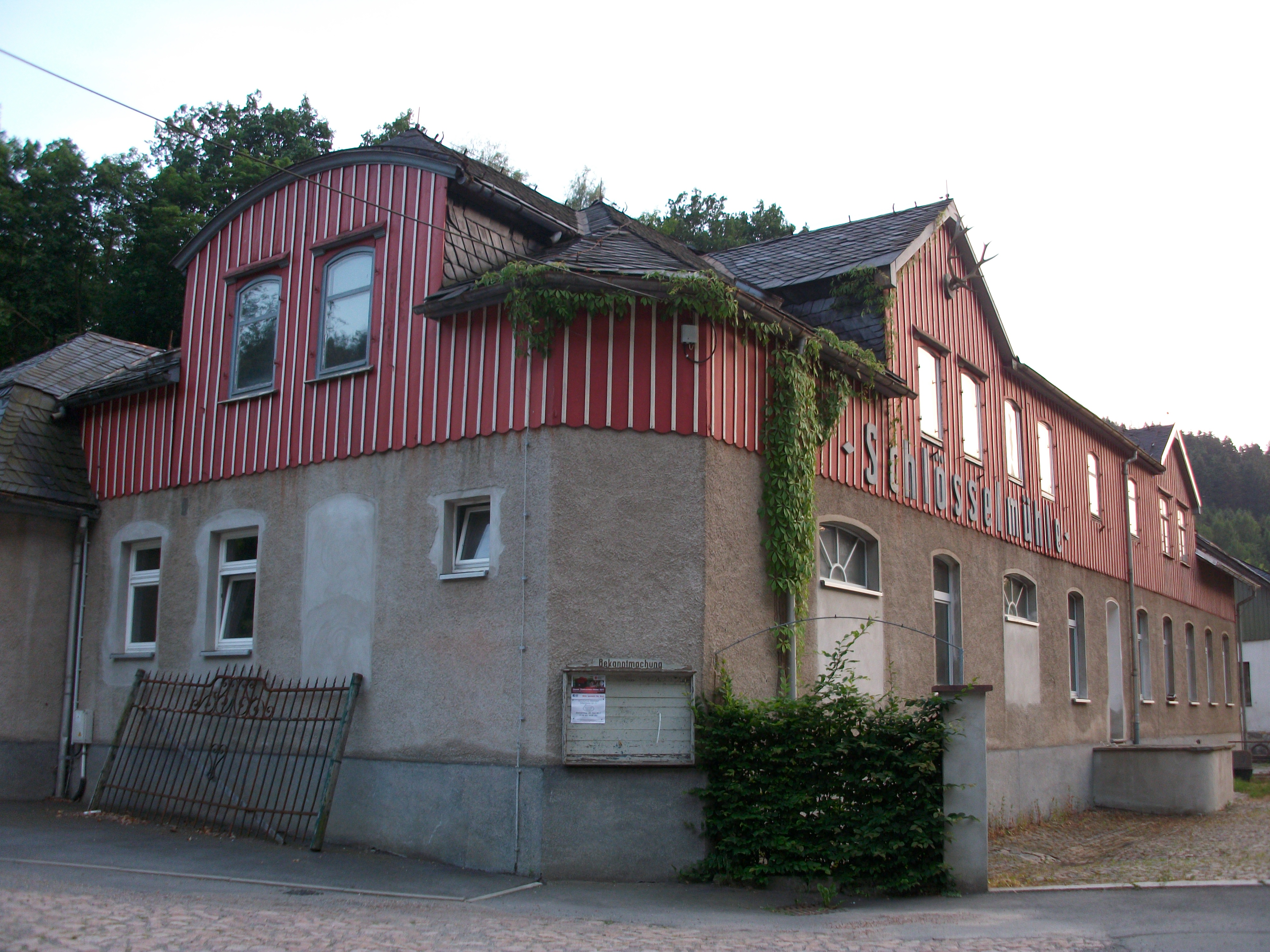
Schlösselmühle in Wilischthal, früher zum Rittergut Porschendorf gehörig

Das in der Quellmulde des Hörkelbach liegende Gut war bis in das 16. Jahrhundert Vorwerk des Zschopauer Schlosses. Die Ersterwähnung des Guts stammt vom 9. Februar 1560, als Kurfürst August seinem Oberjägermeister Cornelius von Rüxleben „das Forwergk Borssendorf in unser Ambte Schellenbergk über der Zschopa gelegen“ mit allen Nutzungen übereignete.
Vom Rittergut sind heute noch drei, im rechten Winkel zueinander errichtete Gebäude erhalten. Die beiden größeren waren Wirtschaftsgebäude.
Das kleinere namengebende Turmhaus („Schlösschen“) zeigt als besondere Merkmale ein Mansarddach und einen achteckigen Treppenturm mit Welscher Haube. Zwei Rundbogenportale lassen eine Datierung des Bauwerks auf die zweite Hälfte des 16. Jahrhunderts zu. 2009 erfolgte eine Komplettsanierung und Umbau unter privater Trägerschaft zur Kindertages- und Begegnungsstätte.
Das Fischhaus, ein Stallgebäude, die Tor- und Ziegelscheunen und das vermutlich im 18. Jahrhundert erbaute Herrenhaus wurde auf Befehl der  SMAD im Jahr 1947 abgerissen, nachdem der letzte Privatbesitzer des Gesamtgutes Karl Franz Anton Philipp im Rahmen der Bodenreform im Oktober 1945 enteignet und vertrieben und die ca. 140 Hektar Landbesitz an 14 Neubauern aufgeteilt wurden.
Zum Rittergut gehörte auch die Schlösselmühle, eine Öl- und Mahlmühle am Ufer der Wilisch. Diese wurde später in die mittlerweile verfallene Papierfabrik Wilischthal einbezogen.

Ortsnamen
- 1500: Burssendorff
- 1791: Porschendorf, oder Schloͤßgen
- 1839: Porschendorf
- 1875: Schlößchen Porschendorf (Porschendorf b. Zschopau)
- 1908: Schlößchen Porschendorf
- 1939: Schlößchen (Erzgeb.)
- 1994: Ortsteil der Landgemeinde Amtsberg

## Entwicklung der Einwohnerzahl
| Jahr | Einwohnerzahl |
| ---- | ------------- |
| 1788 | 3 Häusler     |
| 1834 | 324           |
| 1871 | 494           |
| 1890 | 684           |

| Jahr | Einwohnerzahl |
| ---- | ------------- |
| 1910 | 809           |
| 1925 | 938           |
| 1939 | 983           |
| 1946 | 921           |

| Jahr | Einwohnerzahl |
| ---- | ------------- |
| 1950 | 983           |
| 1964 | 853           |
| 1990 | 608           |

## Sehenswürdigkeit

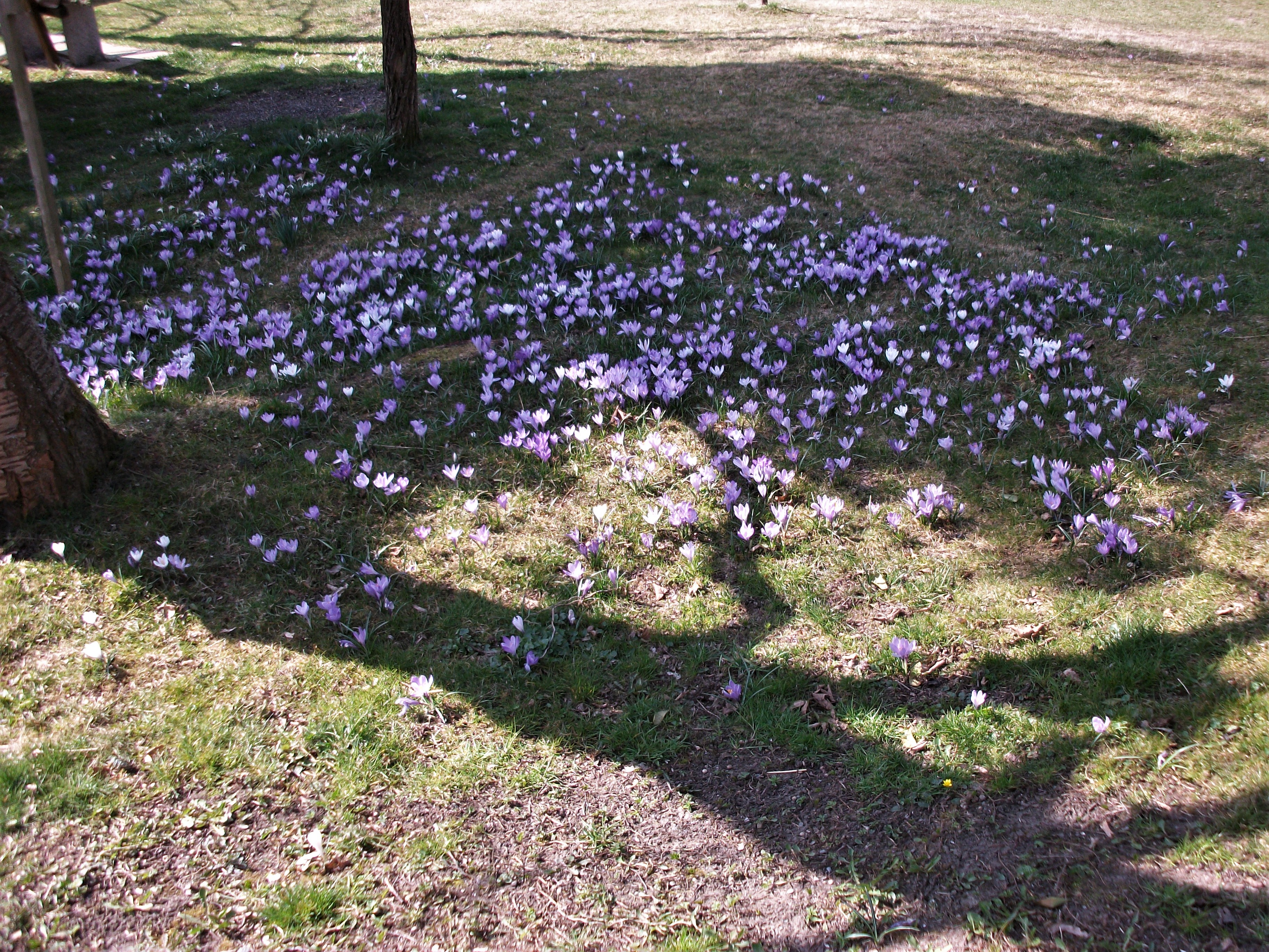
Krokuswiese in Schlößchen

Weniger bekannt, da kleiner als die ebenfalls unter Naturschutz stehenden Drebacher Krokuswiesen, sind jene in Schlößchen. Auch hier entfaltet jedes Jahr eine Vielzahl von Frühlingskrokussen von etwa März bis April ihre Pracht und bieten ein seltenes Naturerlebnis.